# Hundörsbådarna
Hundörsbådarna (finska: Koirasaarenluodot) är klippor i Finland.   De ligger i kommunen Helsingfors i landskapet Nyland, i den södra delen av landet, 13 km söder om huvudstaden Helsingfors.
Terrängen runt Hundörsbådarna är mycket platt.  Närmaste större samhälle är Helsingfors, 13,0 km norr om Hundörsbådarna. 